# Huilaea macrocarpa
Huilaea macrocarpa là một loài thực vật thuộc họ Melastomataceae. Đây là loài đặc hữu của Colombia.